# Franjo Mačus
Franjo Mačus, slovenski ekonomist in politik, * 7. januar 1905, Trst, † 22. januar 1974, Buenos Aires.

## Življenje in delo
Ljudsko šolo je obiskoval v rojstnem kraju. Konec 1. svetovne vojne se je družina preselila v Maribor. Že leta 1920 je končal dveletno trgovsko šolo in se naslednjega leta zaposlil v mariborski Mestni hranilnici, kjer je ostal v službi do 1938, ko je za tri leta prevzel ravnateljstvo rudnika Peklenica v Murskem Središču. Poleg službe je uspešno študiral, končal gimnazijo (1929), diplomiral na Ekonomsko-komercialni visoki šoli v Zagrebu (1933) in doktoriral iz ekonomsko-komercialnih znanosti v Benetkah (1939) s tezo o Agrarnih dolgovih Jugoslavije in zakonodaji v zvezi z njihovo odpravo.
Mačus se je takoj po prihodu v Maribor vključil v društvo Sokol in kasneje postal načelnik mariborske župe. Bil je nasprotnik komunistov ter skušal društvo »očistiti komunističnih infiltrirancev«.Politično je aktivno deloval v Jugoslovanski nacionalni stranki ter bil več let član strankinega mestnega odbora. Dva meseca po nemški okupaciji je bil odpuščen iz službe v Murskem Središću, ker pa mu je grozila aretacija se je umaknil v Ljubljano. Kot štajerski begunec je imel težave z redno zaposlitvijo. Šele v začetku leta 1943 je dobil redno zaposlitev sodnega izvedenca pri okrožnem sodišču v Ljubljani. V političnem pogledu je kljub nekaterim pogovorom s predstavniki OF ostal njen nasprotnik. Bil je član t. i. Štajerskega odbora, deloval pa je tudi kot član Samostojne demokratske stranke in postal član Sokolskega vojnega sveta ter sodeloval pri izdajanju ilegalnega četniškega glasila Svoboda ali smrt. Zaradi ilegalnega delovanja so ga italijanske oblasti zaprle, a po posredovanju škofa Rožmana izpustile. Po italijanski kapitulaciji se je še z nekaterimi drugimi liberalnimi in katoliškimi nasprotniki OF umaknil v Rim. Po osvoboditvi Rima je sodeloval v Narodnem odboru za Slovenijo, ki ga je vodil Miha Krek. Odbor si je prizadeval navezati stike z zahodnimi zavezniki ter jim prikazati nujnost vojaške zasedbe Slovenije, da bi se preprečila pričakovana dominacija komunistov  po koncu vojne. Doma mu je bilo na podlagi označbe »narodni izdajalec« in na podlagi poročila UDBE zaplenjeno vse premoženje.
Po nekajletnem bivanju v Italiji  se je, ker mu ni uspelo priti v Združene države Amerike, priključil množičnemu valu slovenskih izseljencev v Argentino. Po začetnih eksistenčnih težavah je postal najprej zastopnik pri argentinski podružnici ameriške družbe General Motors, kasneje pa je postal samostojni gospodarski svetovalec. Bil pa je aktiven tudi v izseljeniškem političnem življenju. Med drugim je bil izvoljen tudi za starosto Osrednjega odbora za obnovo jugoslovanskega sokolstva v izseljenstvu. Občasno pa je objavljal tudi članke v izseljeniški publicistiki.